# کنوت آنگستروم
 کنوت آنگستروم (انگلیسی: Knut Ångström؛ زاده ۱۲ ژانویهٔ ۱۸۵۷ درگذشته ۴ مارس ۱۹۱۰) یک فیزیک‌دان اهل سوئد بود.